# 愛媛県立西条高等学校
愛媛県立西条高等学校（えひめけんりつさいじょうこうとうがっこう）は、愛媛県西条市明屋敷に所在する公立の高等学校。

## 概要
1896年に愛媛県尋常中学校東予分校として開校した公立学校。
校地は江戸時代の西条藩陣屋跡で堀の内側にあり、堀には噴水が設置されている。また、陣屋の正門である大手門がそのまま校門として使われている。同様の事例には長野県上田高等学校、京都府立園部高等学校・附属中学校、佐賀県立鹿島高等学校などがあるが、全国でも珍しい。
硬式野球部は、1959年夏（第41回）では甲子園大会優勝を果たしている。合唱部は、1978年第45回NHK全国学校音楽コンクールで最優秀賞獲得（現、金賞）。1996年に行われた第16回全国高等学校クイズ選手権でも全国優勝を果たす。この三大会での全国制覇は西条高校のみである。

## アクセス
- 伊予西条駅から徒歩17分

## 周辺
お堀に囲まれたところに立地しており、学校周辺にはマンションやアパート、一戸建て住宅が多数立地している。
- 西条市役所
- 伊予西条税務署
- 西条四軒町郵便局
- 西条市立西条郷土博物館
- 五百亀記念館

## 沿革

### 旧制中学校
- 1896年（明治29年） - 愛媛県尋常中学校（現・愛媛県立松山東高等学校）東予分校として開校。
- 1899年（明治32年） - 愛媛県西条中学校として独立。
- 1901年（明治34年） - 愛媛県立西条中学校と改称。今治分校（現・愛媛県立今治西高等学校）を開校。
- 1905年（明治38年） - 愛媛県立西条中学校今治分校が愛媛県立今治中学校として独立。

### 旧制高等女学校
- 1906年（明治39年） - 組合立西条実業女学校を設置。
- 1908年（明治41年） - 新居郡立実業高等女学校と改称。
- 1924年（大正13年） - 県立移管、愛媛県立西条高等女学校となる。

### 新制高校
- 1948年（昭和23年） - 男子校は愛媛県立西条第一高等学校、女子校は愛媛県立西条第二高等学校となる。
- 1949年（昭和24年） - 高等学校再編成により合併、愛媛県立西条北高等学校となる。
- 1950年（昭和25年） - 商業科を設置、男女共学となる。同年昭和天皇が行幸（昭和天皇の戦後巡幸）[1]。
- 1955年（昭和30年） - 愛媛県立西条南高等学校普通科を統合し、愛媛県立西条高等学校と改称。
- 1968年（昭和43年） - 理数科を設置。
- 1972年（昭和47年） - 衛生看護科を設置。
- 2002年（平成14年） - 衛生看護科の募集を停止。
- 2015年（平成27年） - 国際文理科を設置。

## 設置学科

### 全日制
- 普通科
- 国際文理科
- 商業科

### 定時制
- 普通科

## 部活動
高いレベルの文武両道を目標に掲げている。

### 運動部
- 野球部
- バスケットボール部
- バレーボール部
- ラグビー部
- サッカー部
- バドミントン部
- ソフトボール部
- ソフトテニス部
- 卓球部
- 陸上競技部
- 柔道部
- 剣道部
- 弓道部
- 登山部
- ダンス部
- 応援部
- 社会体育部

### 文化部
- 新聞部
- 吹奏楽部
- 写真部
- 地歴部
- 合唱部
- 書道部
- 放送部
- 美術部
- 日本音楽部
- 演劇部
- 化学部
- 生物園芸部
- 地学部
- 物理部
- 茶道部
- 華道部
- ESS部
- JRC部
- マルチアート部
- 商業研究部
- ワープロ部
- 簿記部
- 事務機械部
- 手芸部
- 食物部
- 囲碁部
- 将棋部

## 著名な卒業生

### 新制高校出身
- 三迫仁志 - 元プロボクサー、三迫ボクシングジム初代会長、明大明治高等学校へ転校
- 渡辺省三 - 元プロ野球選手（阪神タイガース）
- 藤田元司 - 元プロ野球選手（元読売ジャイアンツ投手・監督）、旧制愛媛県立新居浜中学校（現・新居浜東高等学校）より転校
- 伊藤菊雄 - 元野球指導者、元プロ野球スカウト（読売ジャイアンツ元スカウト部長）
- 青野修三 - 元プロ野球選手
- 金子哲夫 - 元プロ野球選手
- 村上公康 - 元プロ野球選手（元ロッテオリオンズ捕手）
- 森本潔 - 元プロ野球選手（阪急ブレーブス）、昭和34年の全国高校野球選手権大会優勝時のレギュラー
- 宇佐美敏晴 - 元プロ野球選手
- 秋山拓巳 - 元プロ野球選手（阪神タイガース）
- 沖原佳典 - 元プロ野球選手（阪神タイガース・楽天イーグルス）
- 中須賀諭 - 元社会人野球選手
- 池西増夫 - 元社会人野球選手、高校野球解説者
- 高橋広 - 元アマチュア野球選手、高校野球指導者
- 村上一樹 - プロサッカー選手（FC岐阜）
- 宮崎謙彦 - バレーボール選手（元日本代表・パナソニックパンサーズ）
- 宇佐美和彦 - ラグビー選手（日本代表・キヤノンイーグルス）
- 田原敬三 - 空手家、元野球選手
- 芥川澄夫 - 歌手（トワ・エ・モワにて活躍）、音楽プロデューサー
- 眞鍋かをり - 女優、タレント、元グラビアアイドル
- 藤田勇次郎 - 南海放送アナウンサー
- 丹友美 - NHK北九州放送局キャスター
- 丹道夫 - 富士そば社長
- 工藤治夫 - サンスター会長
- 石川智久 - NPO法人理事長、元東京工業大学教授
- 久枝良雄 - 九州大学理事・副学長
- 永井泰樹 - 東京工業大学名誉教授、大阪大学名誉教授
- 山路永司 - 東京大学教授
- 松木武彦 - 国立歴史民俗博物館教授
- 真木太一 - 九州大学名誉教授
- 森夏枝 - 政治家（元衆議院議員）
- 村上和彦 - 劇画家
- 喜多川泰 - 作家
- 素九鬼子 - 作家
- 近藤哲雄 - 建築家
- 近藤勝重 - 毎日新聞客員編集委員
- 松尾省三 - 実業家（biid・大阪北港マリーナ・アイランドイン小豆島・ちょっとヨットビーチマリーナ江ノ島・レストラン「Hemingway」代表取締役）

### 旧制中学出身
- 十河信二 - 第4代国鉄総裁
- 高畑誠一 - 日商（後の日商岩井、現在の双日）創設者
- 菅源三郎 - 航海士、船長。菊間町の厳島神社と母校の大学構内に菅の石像が建っている。
- 田坂専一 - 陸軍中将
- 古田足日 - 児童文学作家、評論家
- 伊藤述史 - 初代情報局総裁
- 関行男 - 海軍中佐、初の神風特別攻撃隊の一隊である「敷島隊」の指揮官
- 服藤弘司 - 東北大学名誉教授
- 矢野祐弘 - アマチュア野球指導者、西条高校・亜細亜大各野球部監督